# وکیل مدافع جنایی
وکیل مدافع جنایی يک‌ وکیل است که در دفاع از افراد و شرکت‌های متهم به فعالیت مجرمانه تخصص دارد. برخی از وکلای مدافع جنایی به صورت خصوصی کار می‌کنند، در حالی که برخی دیگر توسط حوزه‌های قضایی مختلف در دادگاه‌‌های کیفری برای انتصاب برای وکالت از افراد فقیر به کار گرفته می‌شوند.